# Věra Jarkovská
Věra Jarkovská (* 14. června 1950) byla česká politička, počátkem 90. let 20. století zvolená jako poslankyně České národní rady za SPR-RSČ.

## Biografie
Ve volbách v roce 1992 byla zvolena poslankyní České národní rady za SPR-RSČ (obvod Východočeský kraj. Mandát ale nepřevzala a poslanecký slib nesložila. Jako náhradník pak místo ní nastoupil Jaroslav Unger.
V komunálních volbách roku 1998 kandidovala neúspěšně za SPR-RSČ do zastupitelstva Nového Města nad Metují. V krajských volbách roku 2008 vedla kandidátku SPR-RSČ v Královéhradeckém kraji, ale nebyla zvolena. Podobně neúspěšně skončila i její kandidatura za SPR-RSČ ve volbách do Evropského parlamentu roku 2009. K roku 2008 je zmiňována coby pověřená krajská předsedkyně SPR-RSČ.
V živnostenském rejstříku byla od roku 1992 uvedena jako podnikatelka, bytem Nové Město nad Metují.